# 張其鍠

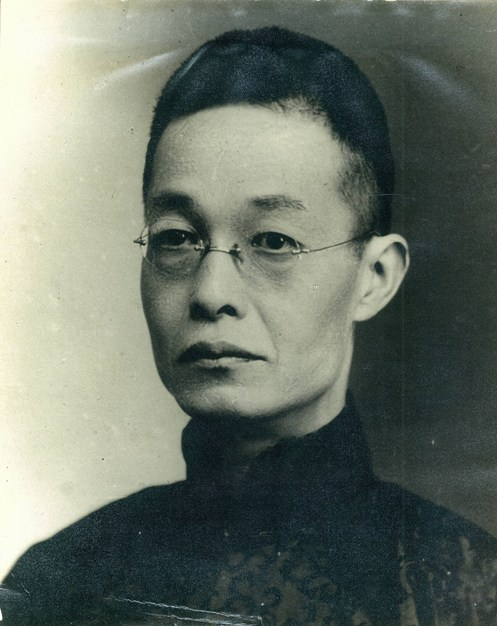

張其鍠（1877年—1927年），字子武，号无竞，广西永福县人。清末進士，清末民初军政要人，命理学家。

## 生平
張其鍠為永福县苏桥镇人，生于（1877年），清光绪三十年（1904年）甲辰科二甲第一百一十八名进士，以知县发湖南，历任永州厘金局局长，零陵县、芷江县知县。辛亥革命爆发，于宣统三年（1911年）冬代表广西参加各省都督府代表联合会，任北伐军南武军军统。民国二年（1913年）任湖南都督府军务厅厅长，获陆军中将军衔。
民国三年（1914年）三月，当选约法会议议员，经李经羲推荐，袁世凯拟授其为广东巡按使，并提出为其封爵，其鍠不满袁世凯复辟帝制而离京，以研究先秦诸子为名隐居上海。民国六年（1917年）六月，李经羲就任国务总理，張其鍠为高等顾问。不久因张勋复辟，再次退居上海，潜心研究《墨子》。

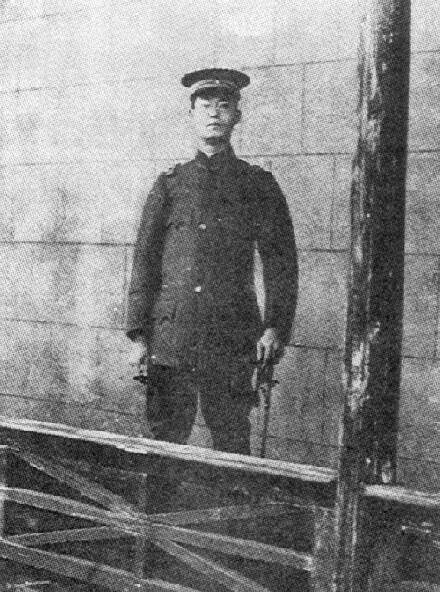
張其鍠戎裝照

此后，张其锽通过其兄张其钜结识吴佩孚。护法战争期间，成为湖南省省长兼湘军总司令谭延闿的幕僚。民国八年（1919年），吴佩孚率兵进驻衡阳，与谭延闿军对峙，经张其锽牵线，双方订立休战协定，从此与吴佩孚交厚。第一次直奉战争期间，担任吴佩孚的秘书长。民国十一年（1922年）六月，吴佩孚推荐张其锽出任广西省省长。民国十三年（1924年）六月，新桂系李宗仁攻入南宁，张其锽离职。
同年九月，第二次直奉战争开始，张其锽任吴佩孚顾问。十月，冯玉祥发动北京政变，在张其锽建议下，吴佩孚弃津、京赴湖北，率三千残部驻黄州，张其锽不离左右。次年十月，孙传芳起兵反对奉系，通电拥吴，张其锽趁机游说直系各督军推吴佩孚出山，吴遂至武汉，任讨贼联军总司令，命张其锽为参谋长。不久直奉联合，于民国十五年（1926年）四月击败冯玉祥的国民军，占领北京，张其锽因功被授以陆军上将军衔。
同年，北伐战争开始，吴佩孚尽失主力，张其锽随之溃退郑州。次年（民国十六年，1927年）七月，在逃往四川途中，于河南新野县被当地红枪会打死。

## 著作
张其锽善诗文，精墨学，主要著作有：
- 《墨经通解》
- 《默啬泊孤组游记》
- 《独志堂从稿》、《独志堂别集》、《独志堂支集》
- 《乙酉集》
- 《譚張遺墨》（書籤題《譚張遺跡》）